# ریکو گروس
ریکو گروس ورزشکار مرد رشتهٔ بیاتلون اهل کشور آلمان است. وی در بین سال‌های ‎۱۹۹۲ تا ۲۰۰۶ میلادی در مسابقات بازی‌های المپیک زمستانی در مجموع ۸ مدال، شامل ۴ مدال طلا و ۳ نقره و ۱ برنز را کسب کرد.